# Civilization VI
Sid Meier's Civilization VI é um jogo eletrônico de estratégia por turnos do gênero 4X desenvolvido pela Firaxis Games, publicado pela 2K Games, e distribuído pela Take-Two Interactive. O jogo é a mais recente adição à série Civilization, havendo sido lançado inicialmente para Microsoft Windows e macOS em outubro de 2016, com o lançamento subsequente de versões para Linux em fevereiro de 2017, iOS em dezembro de 2017, Nintendo Switch em novembro de 2018, PlayStation 4 e Xbox One em novembro de 2019 e Android em 2020.
Semelhante aos outros jogos da franquia, o objetivo do jogador é desenvolver uma civilização de um assentamento inicial, com a passagem de milênios no jogo, até se tornar uma potência mundial e alcançar uma das várias condições de vitória, como através da dominação militar, da superioridade tecnológica, ou da influência cultural, superando os outros oponentes humanos e/ou controlados pelo computador. Os jogadores fazem isso explorando o mundo, fundando novas cidades, construindo melhorias na cidade, mobilizando unidades militares para atacar e defender-se de outros, pesquisando novas tecnologias e cívicos, desenvolvendo uma cultura influente e implementando comércio e fazendo negociações com outros líderes mundiais.
O jogo contém várias civilizações novas, ausentes anteriormente na franquia Civilization, enquanto muitas outras civilizações que retornaram possuem novas capitais ou novos líderes. Um ponto crítico no projeto de jogo foi o foco para impedir que o jogador siga um caminho pré-definido de melhorias para a sua civilização, como era observado em jogos anteriores. Uma novidade em Civilization VI é o uso de distritos fora do centro da cidade para abrigar a maioria das edificações; por exemplo, um distrito de campus deve ser construído para se abrigar as edificações que fornecem ciência. Outras novas modificações incluem a pesquisa na árvore de tecnologia baseada em terreno próximo, uma árvore tecnológica semelhante mas para melhorias culturais, e uma melhor estrutura de cívicos de governo. Há também uma nova mecânica de inteligência artificial para oponentes controlados por computador que incluem objetivos secretos e ataques randomizados para perturbar o que seria um jogo estável.
O jogo recebeu resenhas em geral positivas após ser lançado, e foi premiado como Melhor Jogo de Estratégia no The Game Awards 2016. O jogo recebeu quatro principais expansões: a primeira, Civilization VI: Rise and Fall, foi lançada em fevereiro de 2018; a segunda, Civilization VI: Gathering Storm, foi lançada em fevereiro de 2019; a terceira veio na forma de um passe de temporada, o New Frontier Pass, começando a lançar conteúdo em maio de 2020 e concluindo em março de 2021; e a quarta, o Leader Pass, começou a ser lançada em novembro de 2022 e deve ser concluída em março de 2023.

## Civilizações
Até o momento foram lançadas 50 civilizações, 18 no jogo base (19 na versão para pre-order, adicionando os Astecas), 7 novas civilizações através de DLC, 8 civilizações do pacote de expansão Rise and Fall, 8 civilizações do pacote Gathering Storm e mais 8 pelo recente pacote New Frontier. Em março de 2021 foi anunciado que a próxima "civilização" a ser priveligiada vai ser o Ultramar Português e o Império de Portugal.
|    | Civilização     | Governante                                | Unidades especiais                                             | Infraestrutura especial       |
| -- | --------------- | ----------------------------------------- | -------------------------------------------------------------- | ----------------------------- |
| 1  | América         | Theodore Roosevelt Abraham Lincoln        | P-51 Mustang (unidade aérea)                                   | Estúdio de Filmes             |
| 2  | Arábia          | Saladino                                  | Mamluke (unidade de cavalaria pesada)                          | Madraçal                      |
| 3  | Mapuche         | Lautaro                                   | Cavaleiros Malón (unidade de cavalaria leve)                   | Chemamüll                     |
| 4  | Astecas         | Montezuma                                 | Guerreiro Águia (unidade corpo a corpo)                        | Tlachtli                      |
| 5  | Austrália       | John Curtin                               | Digger (unidade corpo a corpo)                                 | Estação do Outback            |
| 6  | Brasil          | Pedro II                                  | Classe Minas Gerais (unidade a distância naval)                | Carnaval                      |
| 7  | Babilônia       | Hamurabi                                  | Sabum Kibittum (unidade corpo a corpo)                         | Palgum                        |
| 8  | Bizâncio        | Basílio II Teodora                        | Dromon (unidade a distância naval)                             | Hipódromo                     |
| 9  | Canadá          | Wilfrid Laurier                           | Polícia Montada (unidade de cavalaria leve)                    | Ringue de hóquei no gelo      |
| 10 | China           | Qin Shihuang Kublai Khan Yongle Wu Zetian | Tigre Agachado (unidade a distância)                           | Grande Muralha                |
| 11 | Cítia           | Tômiris                                   | Arqueiro Montado Saca (unidade a distância)                    | Kurgan                        |
| 12 | Congo           | Mvemba a Nzinga Nzinga a Mbande           | Ngao Mbeba (unidade corpo a corpo)                             | Mbanza                        |
| 13 | Coreia          | Seondeok Sejong                           | Hwacha (unidade a distância)                                   | Seowon                        |
| 14 | Nação Cree      | Poundmaker                                | Okihtcitaw (unidade de reconhecimento)                         | Mekewap                       |
| 15 | Egito           | Cleópatra Ramessés II                     | Biga de Guerra Maryannu (unidade a distância)                  | Esfinge                       |
| 16 | Escócia         | Roberto de Bruce                          | Highlander (unidade de reconhecimento)                         | Campo de Golfe                |
| 17 | Espanha         | Filipe II                                 | Conquistador (unidade corpo a corpo)                           | Missão                        |
| 18 | Etiópia         | Menelique                                 | Cavalaria de Oromo (unidade de cavalaria leve)                 | Igrejas Escavadas             |
| 19 | Fenícia         | Dido                                      | Bírreme (unidade naval)                                        | Cothon                        |
| 20 | França          | Catarina de Médici Leonor da Aquitânia    | Garde Impériale (unidade corpo a corpo)                        | Château                       |
| 21 | Gália           | Ambiórix                                  | Geseta (unidade corpo a corpo)                                 | Ópido                         |
| 22 | Geórgia         | Tâmara                                    | Queusur (unidade corpo a corpo)                                | Tsikhe                        |
| 23 | Germânia        | Frederico I Barba RuivaLuís II            | Submarino U-Boot (unidade de saqueador naval)                  | Hansa                         |
| 24 | Grande Colômbia | Símon Bolívar                             | Llanero (unidade de cavalaria leve)                            | Hacienda                      |
| 25 | Grécia          | Péricles Gorgo                            | Hoplita (unidade corpo a corpo)                                | Acropole                      |
| 26 | Hungria         | Matias Corvino                            | Hussardo (unidade de cavalaria leve)                           | Banho termal                  |
| 27 | Império Inca    | Pachacuti                                 | Warak’aq (unidade de reconhecimento)                           | Terraço de cultivo            |
| 28 | Índia           | Chandragupta Gandhi                       | Varu (unidade de cavalaria pesada)                             | Poço com Degraus              |
| 29 | Indonésia       | Gitarja                                   | Jong (unidade a distância naval)                               | Kampung                       |
| 30 | Inglaterra      | Vitória Leonor da Aquitânia Isabel        | Lobo-do-mar (unidade de saquador naval)                        | Royal Navy Dockyard           |
| 31 | Japão           | Hōjō Tokimune Tokugawa                    | Samurai (unidade corpo a corpo)                                | Fábrica de Electrônicos       |
| 32 | Quemer          | Jaiavarmã VII                             | Domrey (unidade de cavalaria pesada)                           | Prasat                        |
| 33 | Macedônia       | Alexandre Magno                           | Hipaspista (unidade corpo a corpo)                             | Academia dos Basilikoi Paides |
| 34 | Império Maia    | Rainha Wac-Chanil-Ajaw                    | Hul'che (unidade a distância)                                  | Observatório                  |
| 35 | Mali            | Mansa Musa Sundiata Queita                | Cavalaria Mandekalu (unidade de cavalaria pesada)              | Suguba                        |
| 36 | Império Maori   | Kupe                                      | Toa (unidade corpo a corpo)                                    | Marae                         |
| 37 | Mongólia        | Genghis Khan Kublai Khan                  | Keshig (unidade de cavalaria a distância)                      | Ordu                          |
| 38 | Noruega         | Haroldo Hardrada                          | Berserker (unidade corpo a corpo) Dracar (Corpo a corpo naval) | Igreja de Madeira             |
| 39 | Núbia           | Amanitore                                 | Arqueiro Pítati (unidade a distância)                          | Pirâmide núbia                |
| 40 | Império Otomano | Solimão                                   | Corsário Bárbaro (unidade de saqueador naval)                  | Grande Bazar                  |
| 41 | Países Baixos   | Guilhermina                               | De Zeven Provinciën (unidade a distância naval)                | Pôlder                        |
| 42 | Pérsia          | Ciro II Nader Xá                          | Imortais (unidade de corpo a corpo)                            | Pairi-Daeza                   |
| 43 | Polônia         | Edviges                                   | Hussardo alado (unidade de cavalaria pesada)                   | Sukiennice                    |
| 44 | Portugal        | Dom João III                              | Carraca (unidade de saqueador naval)                           | Escola de Navegação           |
| 45 | Roma            | Trajano Júlio César                       | Legião (unidade corpo a corpo)                                 | Casa de Banho                 |
| 46 | Rússia          | Pedro, o Grande                           | Cossaco (unidade de cavalaria pesada)                          | Lavra                         |
| 47 | Suécia          | Cristina                                  | Carolino (unidade anticavalaria)                               | Museu a Céu Aberto            |
| 48 | Suméria         | Gilgamexe                                 | Carro de Guerra (unidade única)                                | Zigurate                      |
| 49 | Vietnã          | Bà Triệu                                  | Voi Chiến (unidade a distância)                                | Thành                         |
| 50 | Zulu            | Shaka                                     | Impi (unidade anticavalaria)                                   | Ikanda                        |

## Jogabilidade
Além das mecânicas de Civilization V, há inclusão de novos elementos como; distritos das cidades, administração, trabalhadores com carga de ação e tomada de decisões cruciais para o futuro da sua nação. Também ocorreu a divisão de tecnologias em 2 conjuntos: Civismos e Tecnologias.

## Expansões
Foram lançadas 3 expansões: Rise and Fall, Gathering Storm e New Frontier.
A primeira foca no conceito de ascensão e queda de civilizações, adicionando lealdade das cidades, eras de ouro e das trevas, governadores, e emergências, uma aliança temporária ativada automaticamente depois que uma civilização começa a ficar ameaçadora.
A segunda foca nas forças da natureza, incluindo tornados, vulcões e terremotos além de outras coisas como oito novas civilizações e nove novos líderes, também adiciona energia, lhe dando a escolha de usar energia verde ou usar combustíveis fósseis, que irão derreter as calotas polares e aumentar a chance de desastres ocorrerem, adiciona tecnologias e cívicos do século 21.
A terceira oferece 8 civilizações, 9 líderes novos e novos conteúdos para o jogo, incluindo 6 novos modos.

## Controvérsia
O jogo originalmente foi enviado com o software de rastreamento de anúncios Red Shell, mas isso foi removido após reclamações de jogadores, alguns dos quais caracterizaram o software como spyware.